# 29197 Gleim
29197 Gleim è un asteroide della fascia principale. Scoperto nel 1991, presenta un'orbita caratterizzata da un semiasse maggiore pari a 2,4595473 UA e da un'eccentricità di 0,1750986, inclinata di 0,06767° rispetto all'eclittica.